# Ptilodexia cingulipes
Ptilodexia cingulipes là một loài ruồi trong họ Tachinidae.